# ويتارد أوف تشيلسي
شركة ويتارد أوف تشيلسي Whittard of Chelsea شركة بيع بالتجزئة بريطانية للشاي والقهوة ومنتجات أخرى.
مقرها في ويتني في أوكسفورد شاير.
أسسها والتر ويتارد في عام 1886. وتوسعت الشركة في ثمانينات وتسعينات القرن العشرين، وبيعت إلى مجموعة شركات أيسلنديك باوغور في عام 2005 في صفقة قدرها 21 مليون جنيه إسترليني.
تملك الشركة 55 متجر بيع بالتجزئة عبر  المملكة المتحدة، وكذلك العديد من المتاجر في أكثر من أربعين دولة.